# Кричали женщины: ура! И в воздух чепчики бросали
«Крича́ли же́нщины: ура́! И в во́здух че́пчики броса́ли» — крылатое выражение из комедии «Горе от ума» Александра Сергеевича Грибоедова (действие 2, явление 5). Цитата в разных вариантах написания используется для передачи шутливо-иронической характеристики общественного подъёма.
Для франкоговорящего дворянства источник фразы был понятен. Фраза «И в воздух чепчики бросали» является аллюзией к французской идиоме, которая буквально означает «бросать свой чепчик за мельницы» (фр. Jeter son bonnet par-dessus les moulins) и используется для обозначения женщин, пустившихся во все тяжкие, простоволосых женщин, пренебрегающих общественным мнением.
Слова Чацкого завершали монолог, обличающий общество:
И в жёнах, дочерях к мундиру та же страсть!
Я сам к нему давно ль от нежности отрёкся?!
Теперь уж в это мне ребячество не впасть,
Но кто б тогда за всеми не повлёкся?
Когда из гвардии, иные от двора
Сюда на время приезжали!
Кричали женщины: ура!
И в воздух чепчики бросали.
В автографе комедии написано немного иначе:
Когда изъ Гвардіи, иные отъ Двора
Сюда на время пріѣзжали,
Кричали женщины: Ура!
И въ воздухъ чепчики бросали?
«Чацкий, таким образом, говорит не только о патриотическом ликовании московских женщин, но и о нарушении ими приличий, которое могло выражаться, например, в вешании офицерам на шею».
В том же ключе использовал цитату Александр Сергеевич Пушкин в повести «Метель»:
Женщины, русские женщины были тогда бесподобны. Обыкновенная холодность их исчезла. Восторг их был истинно упоителен, когда, встречая победителей, кричали они: ура!
И в воздух чепчики бросали.
Кто из тогдашних офицеров не сознаётся, что русской женщине обязан он был лучшей, драгоценнейшей наградою?
Алексей Николаевич Апухтин в повести в стихах «Архив графини Д**» использовал буквальный русский перевод французской пословицы:
Конечно, если взглянуть на всё это беспристрастно, нельзя сказать, чтобы партия для Наденьки вышла очень блестящая. Имя он несёт хотя и старое дворянское, но совсем незнатное, родства тоже никакого нет. С его матерью я была знакома в молодости, она и тогда уже начинала пошаливать; но когда она бросила свой чепец через мельницу, я перестала её видеть. Теперь она женщина благочестивая и почтенная, преосвящённый Никодим знает её хорошо.
К французской пословице в буквальном переводе обращался Лев Толстой в романе «Анна Каренина»:
— Но скажите, пожалуйста, я никогда не могла понять, — сказала Анна, помолчав несколько времени и таким тоном, который ясно показывал, что она делала не праздный вопрос, но что то, что она спрашивала, было для неё важнее, чем бы следовало. — Скажите, пожалуйста, что такое её отношение к князю Калужскому, так называемому Мишке? Я мало встречала их. Что это такое?

Бетси улыбнулась глазами и внимательно поглядела на Анну.

— Новая манера, — сказала она. — Они все избрали эту манеру. Они забросили чепцы за мельницы. Но есть манера и манера, как их забросить.

— Да, но какие же её отношения к Калужскому?

Бетси неожиданно весело и неудержимо засмеялась, что редко случалось с ней.

— Это вы захватываете область княгини Мягкой. Это вопрос ужасного ребёнка, — и Бетти, видимо, хотела, но не могла удержаться и разразилась тем заразительным смехом, каким смеются редко смеющиеся люди. — Надо у них спросить, — проговорила она сквозь слёзы смеха.
О трудности перевода и понимания французской пословицы в современное время писал в октябре 1963 года в «Литературной газете» Корней Иванович Чуковский:
Когда тот же француз говорит о женщине, совершившей непоправимый поступок: «Она забросила свой чепец за мельницу», для него образность этой поговорки уже незаметна. И чепец, и мельница здесь для него — невидимки. Если же вы, переводя французскую пьесу или французский роман и наткнувшись на эту поговорку, передадите её слово в слово, — и чепец, и мельница встанут перед вами во всём своем конкретном аспекте и, затормозив ваше восприятие текста, направят вашу мысль по другому каналу. Для французов, говорящих и слушающих, эта поговорка играет лишь экспрессивную роль, а для нас — ярко образную.
Борис Бурда в статье «Трудности перевода» также обратился к феномену разного прочтения фразы о чепчиках:
Мы все безмятежно используем в речи грибоедовское «кричали женщины „Ура!“ и в воздух чепчики бросали» и даже не задумываемся — какие чепчики? Грибоедов и его потенциальные читатели прекрасно знали французскую идиому «она забросила свой чепец за мельницу», то есть пустилась во все тяжкие. Мельницу, спасибо Александру Сергеевичу, мы благополучно потеряли, а всё остальное используем, не понимая, откуда взялось.